# Acrata (DC Comics)
Acrata (Andrea Rojas) es un personaje ficticio de DC Comics que fue creado como parte del evento anual Planet DC. Su primera aparición fue en Superman Annual (vol. 2) #12 (agosto de 2000). Ella fue creada por Oscar Pinto, Giovanni Barberi, y F.G. Haghenbeck. Su uniforme tradicional es un traje negro con rayas verdes en los costados, con el símbolo maya de la noche en la frente.

## Historia del personaje
El verdadero nombre de Acrata es Andrea Rojas, de nacionalidad Guatemalteca y nacionalizada mexicana. El padre de Andrea es Bernardo Rojas, un exlíder político en América Central, quien ahora investiga las "Culturas Prehispánicas" en la Universidad Autónoma Metropolitana de México. Ella vive sola con su gato Zapata.
Acrata se especializa en atacar a la Delincuencia organizada. Cada vez que captura a un perpetrador o ayuda a evitar una tragedia, ella menciona una cita literaria o pinta un grafiti insultando o desafiando a las autoridades locales.
Ella suele trabajar con sus colegas superhéroes mexicanos, Imán y El Muerto. Junto con Superman, los tres salvaron a México y al mundo de la destrucción total a manos de un grupo bio-terrorista liderado por un hechicero mexicano llamado Duran, quien estaba tratando de canalizar los poderes inherentes en las Líneas LEY de la Tierra.
Se le envió a Acrata una invitación para unirse a las Aves de Presa del Oráculo, pero al parecer rechazó la oferta.
Al inicio de la historia del Ascenso de Eclipso en la Liga de la Justicia, Acrata es secuestrada por Eclipso y es puesta bajo su control mental como parte de un plan para construir un ejército de metahumanos oscuros. Todos los miembros de reserva de la Liga de la Justicia fueron liberados después de que Eclipso fue derrotado.

## Poderes y habilidades
Los poderes de Acrata provienen de un símbolo maya antiguo que representa las sombras de la noche, lo que le permite teletransportarse en las sombras. No se sabe cómo Andrea entró en la posesión del símbolo. Ella también es una talentosa luchadora cuerpo a cuerpo.

## En otros medios

### Televisión
- Andrea Rojas apareció en Smallville, interpretada por Denise Quiñones.
- La actriz Julie Gonzalo interpreta a Acrata durante la quinta temporada de Supergirl.

### Novela
- Acrata aparece en la novela infantil de Superman, Los Maestros de las Sombras, de Paul Kupperberg.